# Klasov
Klasov (in ungherese Kalász) è un comune della Slovacchia facente parte del distretto di Nitra, nella regione omonima.